# ریچارد هنری لی
ریچارد هنری لی (به انگلیسی: Richard Henry Lee) سناتور سابق عضو حزب دموکرات-جمهوری‌خواه بود. وی در سال ۱۷۸۹ تا ۱۷۹۲ میلادی سناتور ایالت ویرجینیا در سنای ایالات متحده آمریکا بود.